# 随申行
随申行是中華人民共和國上海市一款集合公共交通、打车出行和停车的手機應用程序，而且有中、英文用戶界面。随申行的開發商是上海随申行智慧交通科技有限公司，它是中華人民共和國首个政府自主建设的城市出行服务数据平台公司，由上汽集团、久事集团、申通地铁、上海仪电集团、上海城建投资、上海信投共同出资並於2022年1月成立，總部位於长宁區。

## 历史
2022年10月10日，随申行APP上线。2022年11月25日，随申行首款数据产品“城市智慧泊车”在上海数据交易所挂牌。
2023年1月，随申行APP 2.0上線，增加网约车、共享单车、拖车、长途客运、轮船等服務。
2023年9月28日，售价19.8元的“联程日票”上線随申行微信小程序，购买并启用“联程日票”後可享受24小时内无限次乘坐上海地铁、公交和轮渡。
2024年1月20日，推出联程日票三日票（47.8元，可在72小时内乘坐）和联程日票七日票（85.8元，可在168小时内乘坐），且可用于同行乘客。
2025年1月24日，为进一步方便来沪旅客在上海市内便捷地搭乘公共交通，在“铁路12306”APP内，通过“铁路e卡通”即可直接开通“随申码”

## 优惠政策
1. 公交与地铁换乘／公交与公交换乘，120分钟内后一单可享受立减1元的优惠。
2. 地铁虚拟换乘，使用同一端上海城市出行码乘坐地铁部分规定需出站换乘的站点，出站30分钟内换乘同站另外一条线路，可享受虚拟换乘优惠。

## 联程日票
随申行联程日票是一款电子联程日票，联程日票购买和使用十分便捷，全流程在线完成，无需线下换票验票，购票后启用激活即可实现一票联程、一码通行，给本地市民以及外来游客带来全新的一体化绿色出行体验。